# Aeroporto Yariguíes
O Aeroporto Yariguíes (em castelhano:  Aeropuerto Yariguíes) (IATA: EJA, ICAO: SKEJ) é um aeroporto colombiano localizado a 10 km do centro da cidade de Barrancabermeja, no departamento de Santander.

## Companhias Aéreas e Destinos

### Destinos Atuais
| Companhias        | Cidades               | Aliança       |
| ----------------- | --------------------- | ------------- |
| Avianca 1 destino | Doméstico (1): Bogotá | Star Alliance |

### Companhias que já operaram no aeroporto
| Companhias                | Cidades                              | Aliança       |
| ------------------------- | ------------------------------------ | ------------- |
| Avianca 1 destino         | Doméstico (1): Cúcuta                | Star Alliance |
| EasyFly 1 destino         | Doméstico (1): Bogotá                | N/A           |
| LATAM Colômbia 2 destinos | Domésticos (2): Bogotá / Bucaramanga | Oneworld      |